# Problema della CP forte
In fisica delle particelle il problema della CP forte consiste nella mancata osservazione della rottura della simmetria CP nei fenomeni di interazione forte, possibilità non esclusa dalla lagrangiana della cromodinamica quantistica (QCD).
Per esempio, una generica violazione CP nell'interazione forte sarebbe attribuibile secondo la teoria al momento di dipolo elettrico del neutrone, derivante da un termine θ della Lagrangiana proporzionale alla densità di carica topologica. Sperimentalmente è possibile porre un limite superiore al valore del dipolo dell'ordine di {\displaystyle 10^{-25}} e.m. (carica elementare per metro). Definendo la Lagrangiana della QCD:
{\displaystyle {\mathcal {L}}=-{\frac {1}{4}}F_{\mu \nu }F^{\mu \nu }-{\frac {n_{f}g^{2}\theta }{32\pi ^{2}}}F_{\mu \nu }{\tilde {F}}^{\mu \nu }+{\bar {\psi }}(i\gamma ^{\mu }D_{\mu }-me^{i\theta '\gamma _{5}})\psi },
attribuendo un valore non nullo al parametro {\displaystyle \theta } e assumendo per la massa del quark la forma più generale con m a valori reali e {\displaystyle \theta '} termine di fase, il termine di massa e il termine θ presentano una violazione esplicita di P, T e CP. La variazione del termine di massa chirale del quark dà contributo opposto alla variazione del termine di Anomalia per trasformazioni U(1)A,  impedendo di eliminare il termine θ nella funzione di partizione per la teoria QCD. Il perché sperimentalmente si osservi un valore piccolo per il momento di dipolo del neutrone è un ambito di ricerca attivo. La particolare scelta di un angolo {\displaystyle \theta }, che in questo caso deve essere molto vicino allo zero, è un esempio di regolazione fine (fine tuning), in cui i parametri di un modello devono essere regolati a un valore specifico con grande precisione al fine di accordarsi con le osservazioni, 
La più nota soluzione proposta al problema della CP forte è la teoria di Peccei-Quinn, che prevede nuove particelle scalari chiamate assioni.